# Sinistrofòbia
La sinistrofòbia o levofòbia és un tipus de fòbia que es manifesta com una por persistent, anormal i injustificada a les persones esquerranes o a tot allò relacionat amb el costat esquerre. El mot prové de la unió dels termes llatins sinister (esquerra) i fobia (por).
Es manifesta sovint en pacients amb patologies d'afectació unilateral com ara l'heminegligència atencional —un dèficit en la lateralització de l'orientació després de lesions en l'hemisferi dret i que pot discapacitar pràcticament del tot a qui el pateix. La misoplegia, l'odi cap a una extremitat del cos pròpia (un braç o una cama), és alhora una variant de sinistrofòbia i resultat de la utilització diferent de l'entrada sensorial del contingut a la consciència.
La por contrària a la sinistrofòbia, és a dir, al costat dret, és la dextrofòbia.